# Edgar Zambrano
Pour les articles homonymes, voir Zambrano.
Edgar Zambrano est un homme politique vénézuélien.

## Biographie
Député membre d'Action démocratique, il est arrêté le 8 mai 2019 par le SEBIN et accusé de tentative de soulèvement. Il est libéré le 18 septembre 2016.